# Porzellanfabrik Bavaria

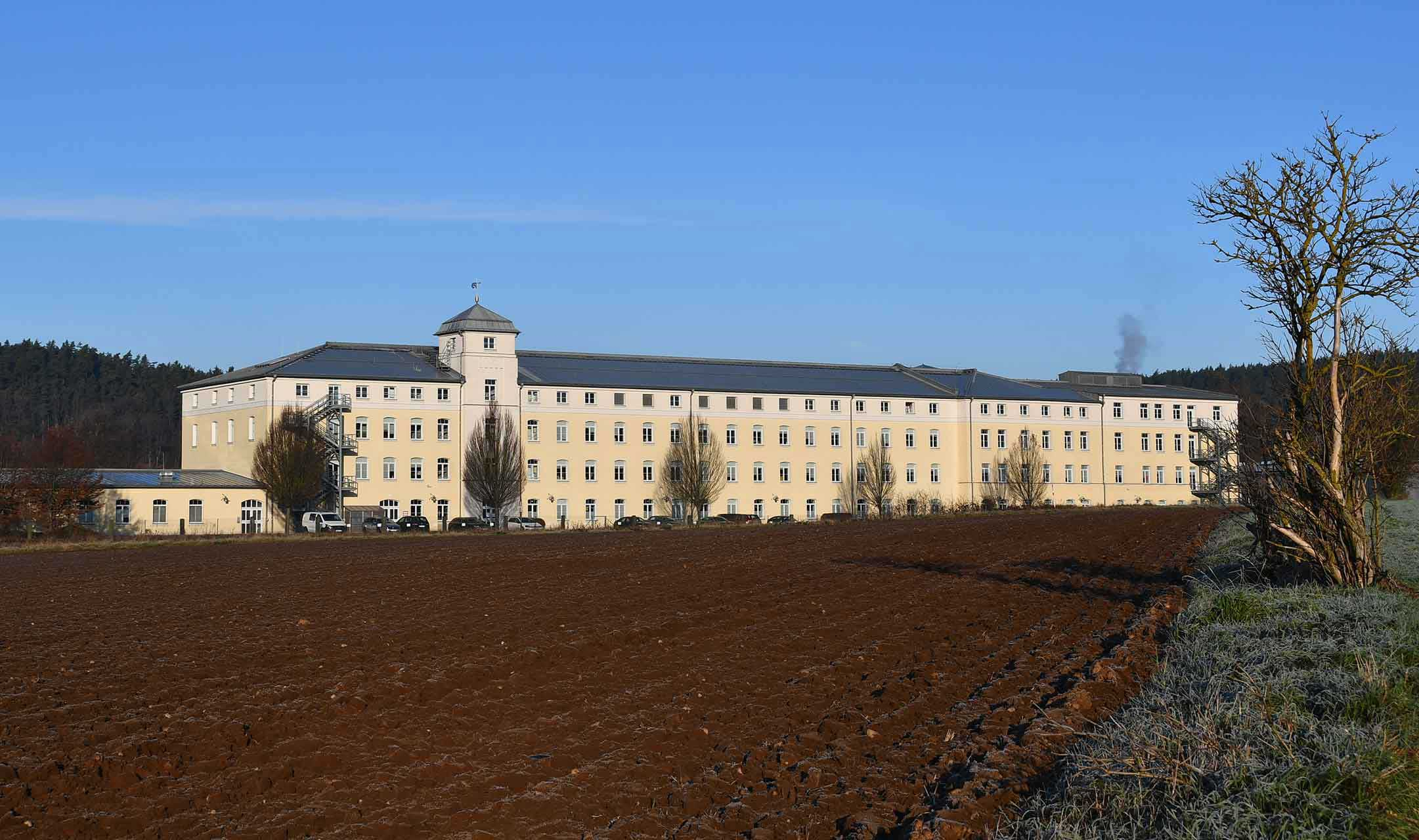
Ehem. Porzellanfabrik Bavaria (2020)

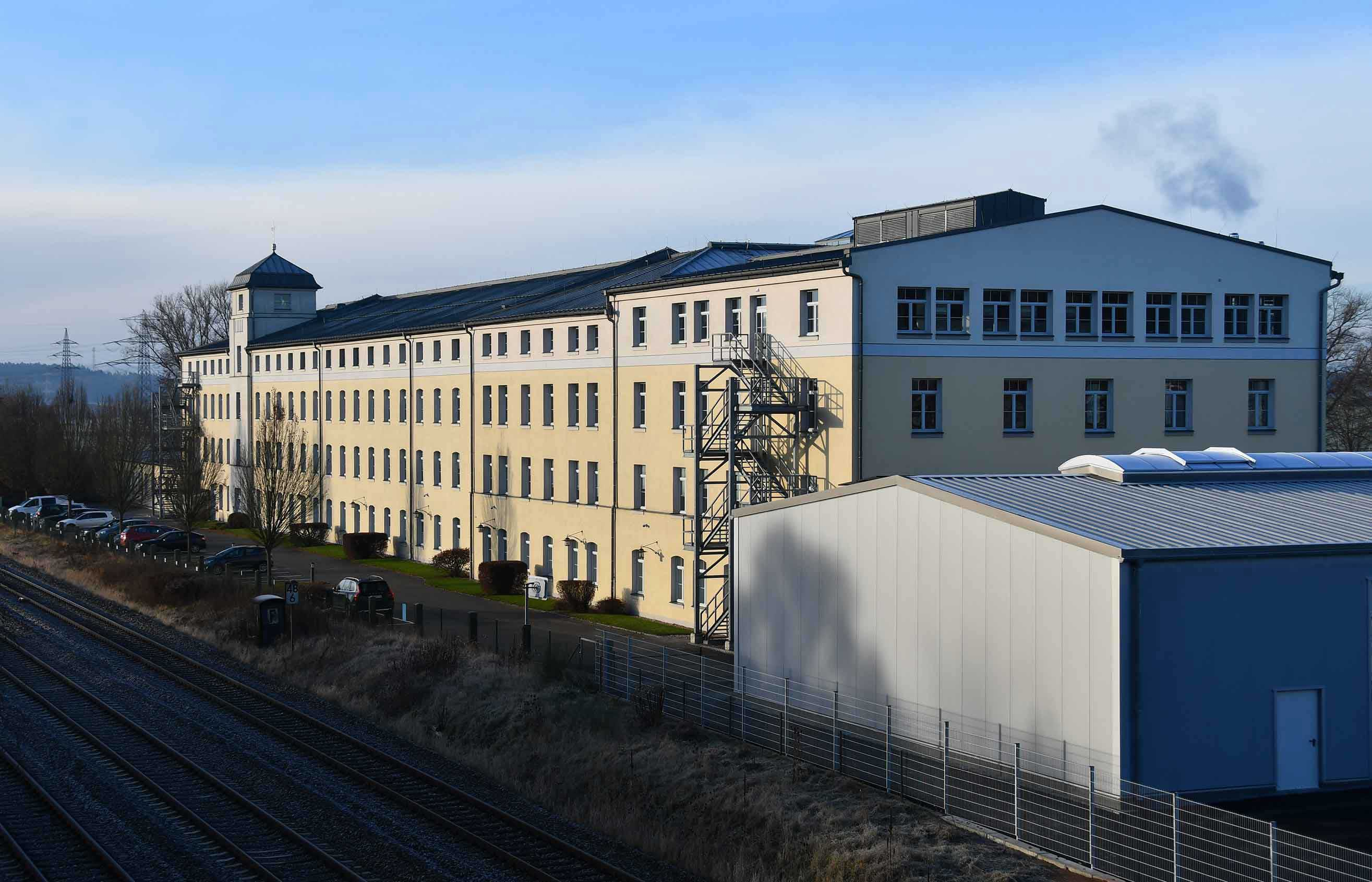
Ehem. Porzellanfabrik Bavaria an der Bahnlinie Regensburg–Hof (2020)

Die Porzellanfabrik Bavaria AG war ein im Jahr 1920 gegründeter Porzellanhersteller aus Weiden in der Oberpfalz in Bayern. Vor dem Konkurs im Juli 1931 wurde hochwertiges Gebrauchs- sowie Zierporzellan hergestellt.

## Geschichte

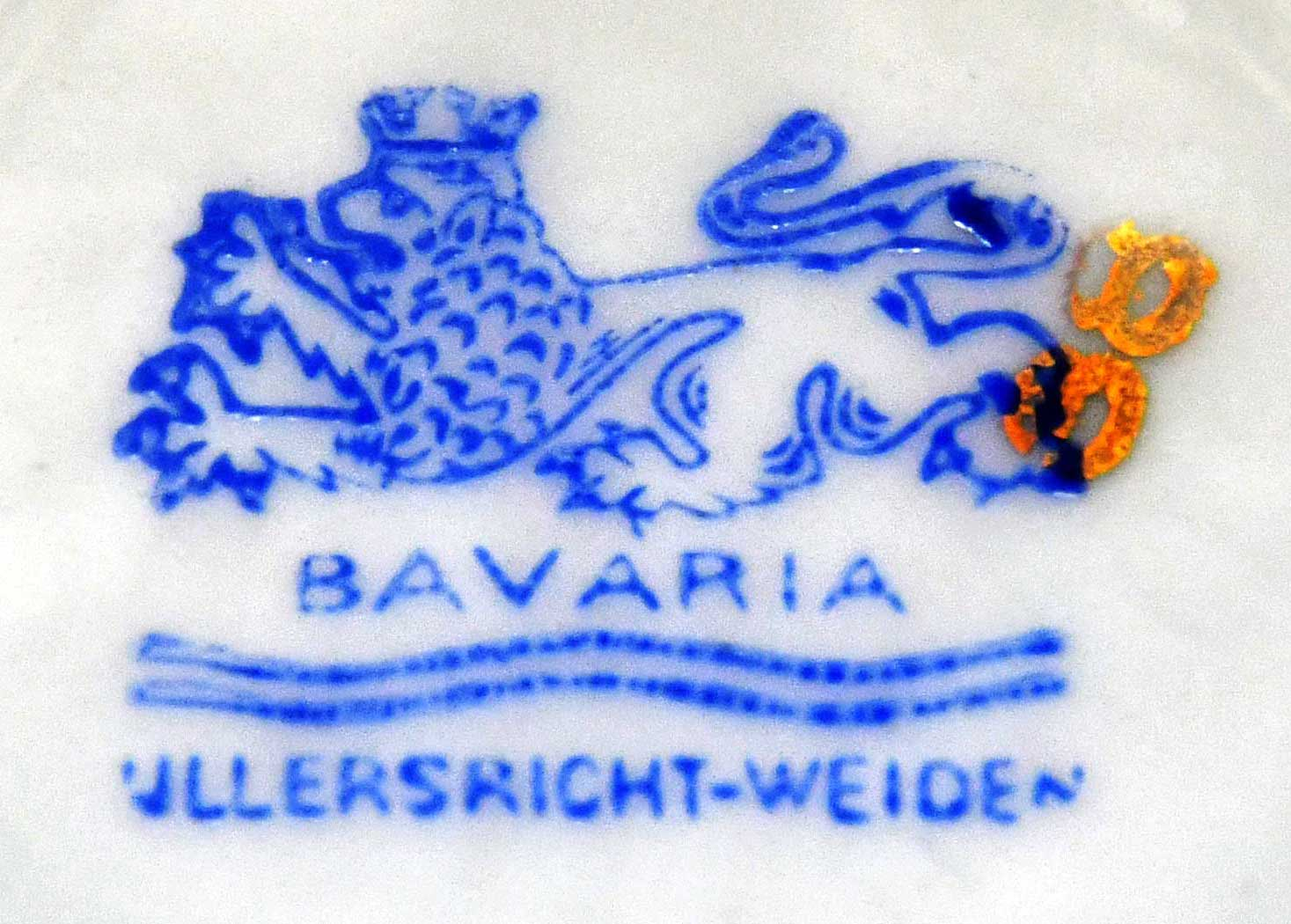
Bodenmarke Bavaria Ullersricht

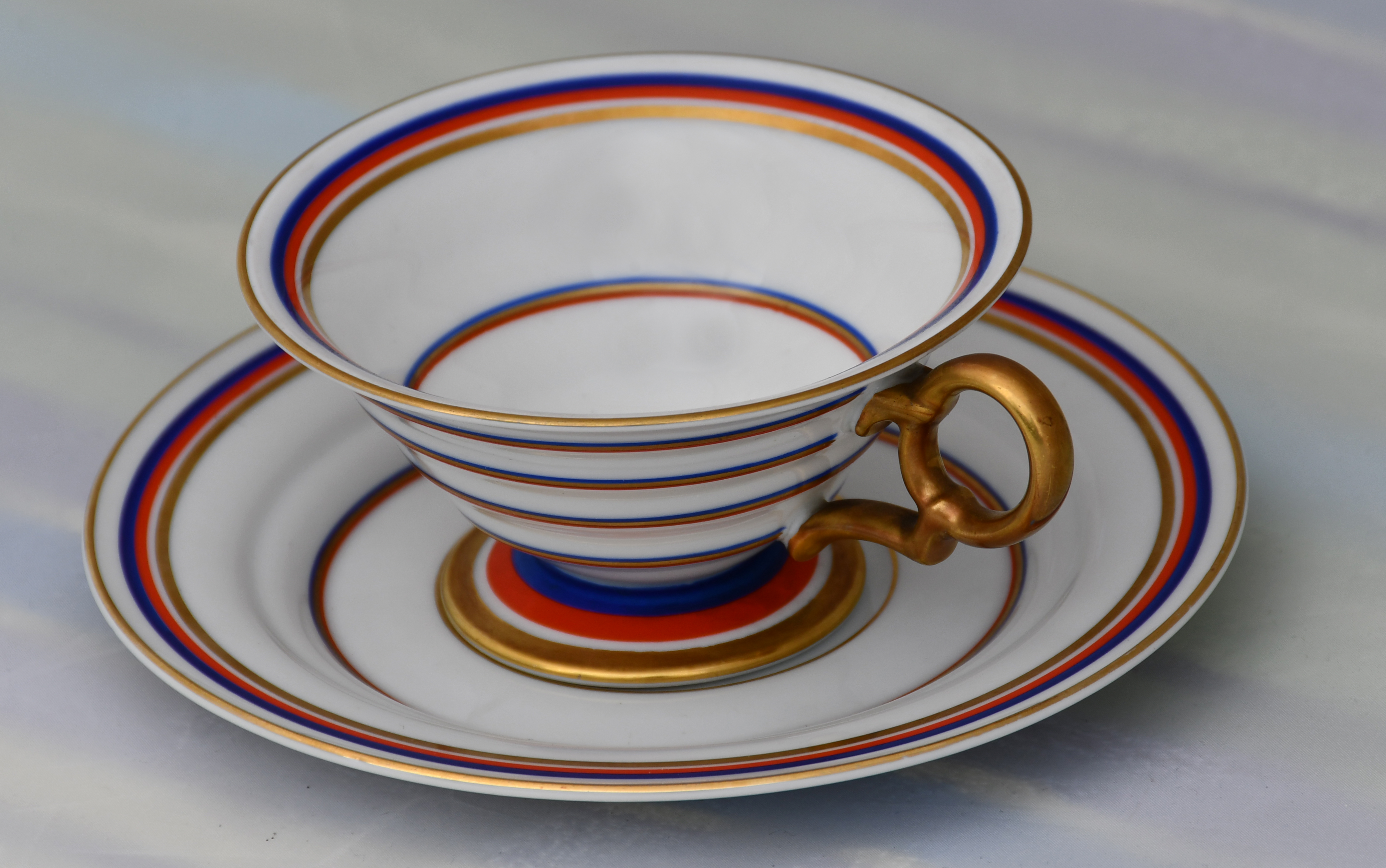
Sammeltasse Porzellanmanufaktur Ullersricht

Weiden war seit Gründung der Porzellanfabriken Bauscher und Seltmann Weiden eine der wichtigsten Porzellanstädte in Nordbayern. Am 13. Februar 1920 kam die Porzellanfabrik Bavaria AG Ullersricht durch Eintrag ins Handelsregister als weiterer Porzellanproduzent hinzu. Baubeginn des Fabrikgebäudes war bereits im Jahr 1919. Der Kostenaufwand für die Porzellanfabrik lag nach einem Bericht der Tonindustrie-Zeitung bei 2 Millionen Mark.
Unternehmensgründer waren Edmund Mannl (Porzellanfabrik Mannl, Krummennaab), Ottmar Opfinger (Porzellanfabrik Opfinger, Weiden), Franz Joseph Pfleger (Rechtsanwalt), Karl Häupler (Rechtsanwalt), Alfred Frischholz (Bankier), Josef Röger (Großkaufmann) und Wilhelm Bühler (Kaufmann). Zum Direktor und Hauptverantwortlichen wurde der 25-jährige Karl Häupler bestimmt.
In den 1920er Jahren war der Physiknobelpreisträger Johannes Stark zeitweise Hauptaktionär der Bavaria AG. Leitende Angestellte waren Fritz Hilburger und Alois Greger, die später Eigentümer der Porzellanfabrik Schlottenhof in Arzberg wurden.
Nach dem Ersten Weltkrieg befand sich die Weltwirtschaft in Aufbruchsstimmung. Deshalb bestand die Geschäftsidee hauptsächlich darin, qualitativ hochwertiges Gebrauchs- und Hotelporzellan
zu produzieren. Zu Beginn der Produktion wurden konventionelle Dekors hergestellt. Später verfeinerte man die Produktlinie mit zeitgemäßen Art-déco-Designs. Das Absatzgebiet umfasste Europa und Amerika.
Infolge der Weltwirtschaftskrise erfüllten sich die Umsatzerwartungen nicht. Auch der weltweite Zusammenbruch der Banken nach dem New Yorker Börsencrash verschärfte die Lage der Porzellanfabrik erheblich. Am 16. Juli 1931 wurde am Amtsgericht Weiden ein Konkursverfahren beantragt. Der Ausverkauf der vorproduzierten Waren dauerte bis ins Jahr 1933.
Noch heute trägt die Zufahrtsstraße den Namen der Porzellanfabrik: Bavaria.

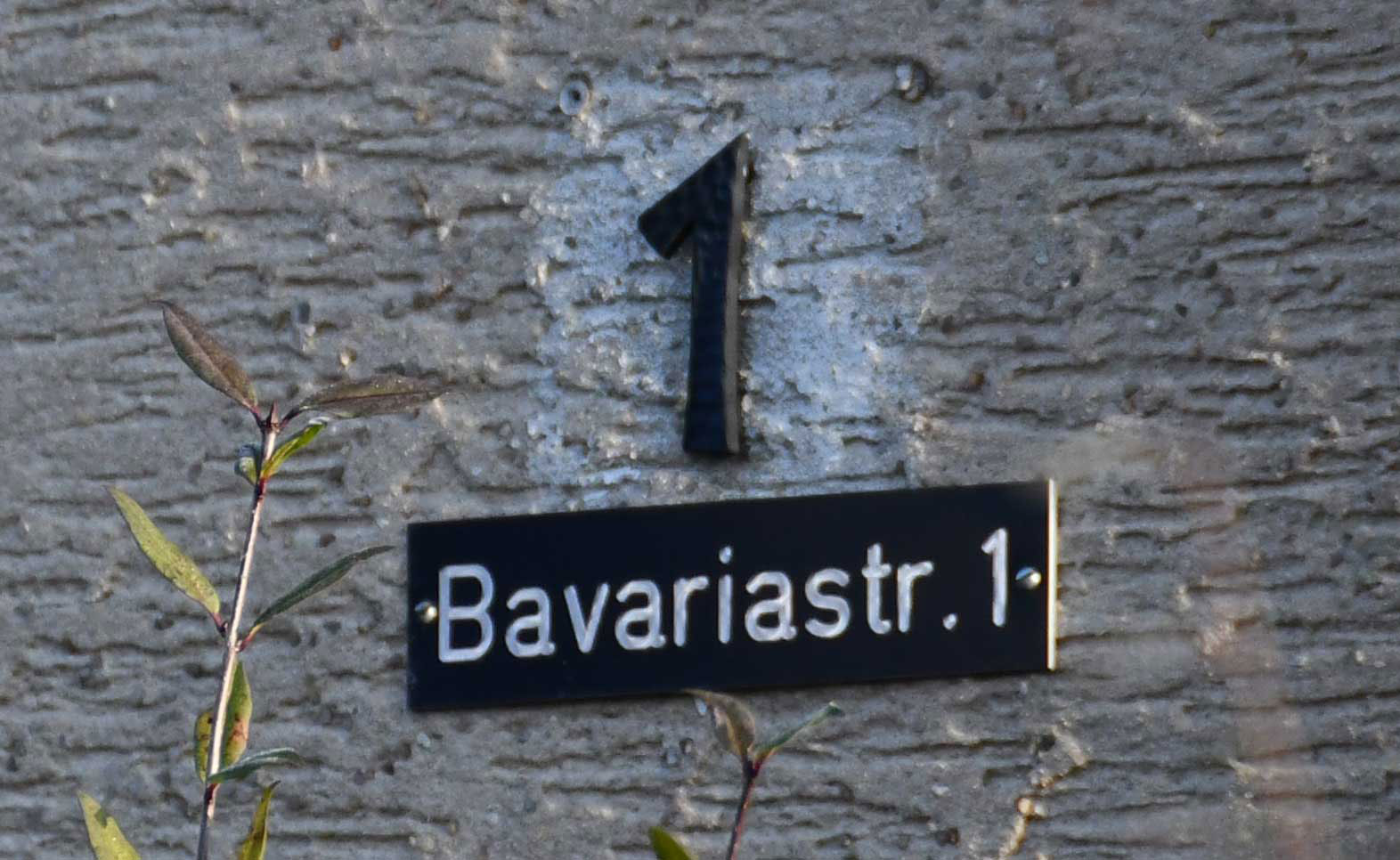
Straßenname der Zufahrt zum Firmengelände (2020)

Seit dem Konkurs befindet sich das Gebäude der Porzellanmanufaktur Bavaria im Besitz der Josef Witt GmbH, die zur Hamburger Otto Group gehört.
Auf dem heutigen Parkplatz der Josef Witt GmbH befanden sich Häuser mit Werkswohnungen, die in den 1990er Jahren abgerissen wurden.
Nördlich des Fabrikgeländes wurde an der Straße Zum Burgstall (früher Hubertusstraße) die repräsentative Direktorenvilla erbaut, die von Fabrikdirektor Karl Häupler bewohnt wurde.

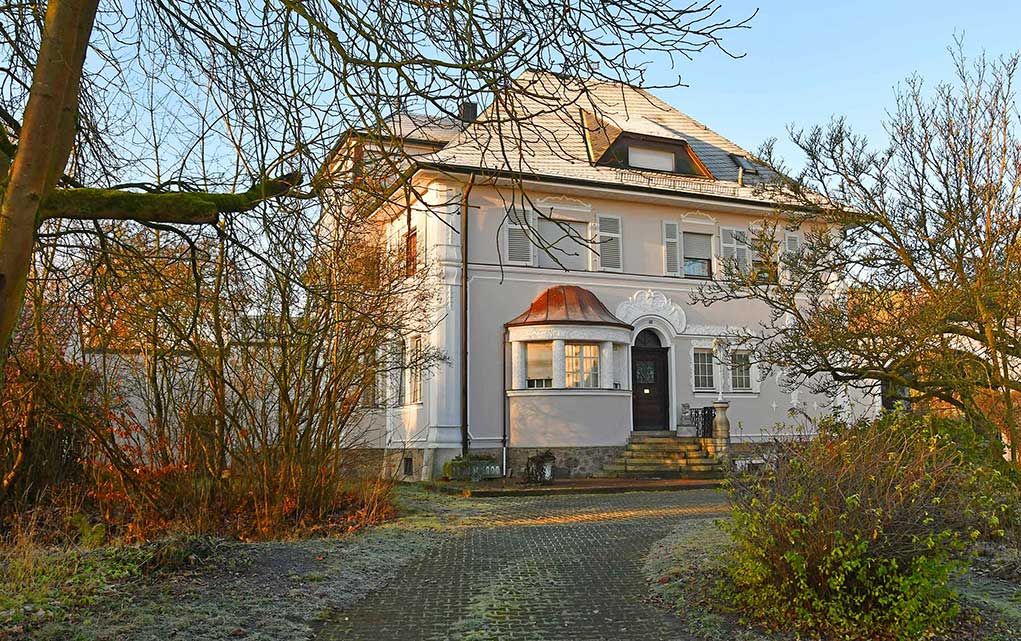
Direktorenvilla der Bavaria AG, Ullersricht (2020)

Das Internationale Keramik-Museum in Weiden i. d OPf. (Zweigmuseum der Neuen Sammlung München) fühlt sich der ehemaligen Porzellanfabrik in besonderer Weise verbunden. Neben einer ständigen Ausstellung von Bavaria Porzellan fand im Jahr 2020 anlässlich des 100-jährigen Gründungsdatums eine vielbeachtete Sonderausstellung statt.

## Ausgewählte Produkte
- Alle Arten von Porzellanen
- Gebrauchsgeschirre aller Art
- feinste Service' nach künstlerischen Entwürfen
- Hotelgeschirre
- Elektrotechnische Porzellane
- Medizinische (Pharmazeutische) Artikel

Zudem wurde mit dem Hinweis auf eine eigene Forschungsabteilung geworben.